# Santa Croce (Castel San Giorgio)
Santa Croce is een plaats (frazione) in de Italiaanse gemeente Castel San Giorgio.